# Анемометр

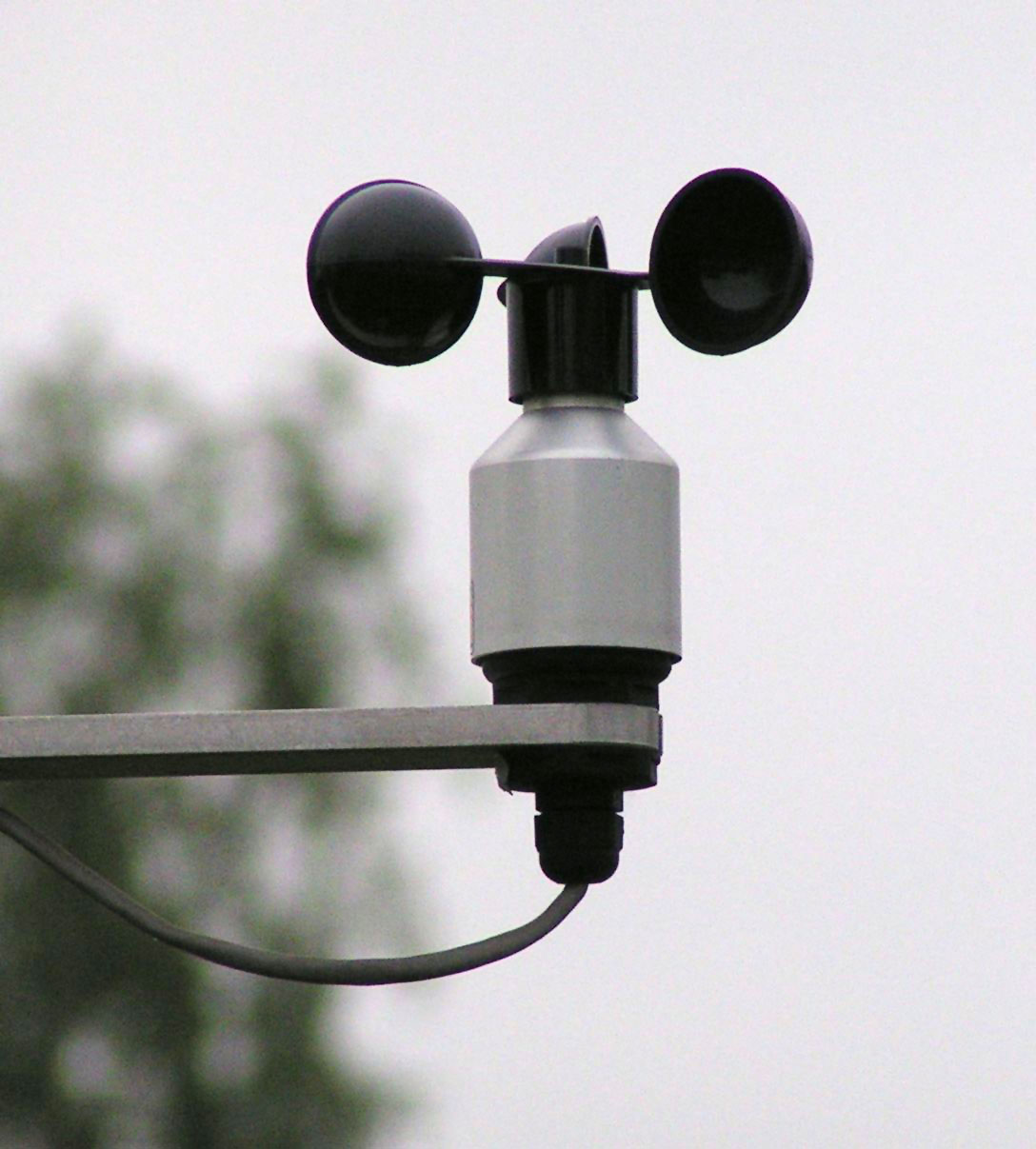
Чашечный анемометр

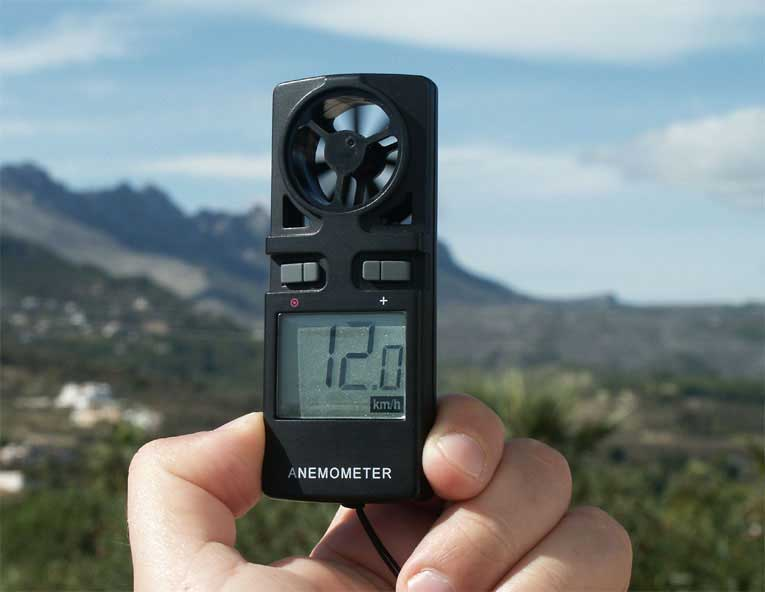
Карманный анемометр

Анемо́метр, ветроме́р (от др.-греч. ἄνεμος — ветер и μετρέω — измеряю) — прибор для измерения скорости движения газов, воздуха в системах, например, вентиляции. В метеорологии применяется для измерения скорости ветра.
По принципу действия различают механические анемометры, в которых движение газа приводит во вращение чашечное колесо или крыльчатку (подобие воздушного винта), тепловые анемометры, принцип действия которых основан на измерении снижения температуры нагретого тела, обычно накаливаемой проволоки, от движения газа, ультразвуковые анемометры, основаны на измерении скорости звука в газе в зависимости от движения его, так, навстречу ветру скорость звука ниже, чем в неподвижном воздухе, по ветру — наоборот, выше.

## Механические анемометры
Описание первого механического анемометра составил около 1450 года Леон Баттиста Альберти в своём труде «Математические забавы» (лат. Ludi rerum mathematicarum), приложив его чертёж. Его действие основывалось на отклонении ветром висящей доски. Похожий анемометр начертил в «Атлантическом кодексе» (лист 675) Леонардо да Винчи тремя десятилетиями позднее Альберти:53.

### Чашечный анемометр
Наиболее распространённый тип анемометра — это чашечный анемометр. Изобретён доктором Джоном Томасом Ромни Робинсоном, работавшим в Арманской обсерватории, в 1846 году. Состоит из четырёх полусферических чашек, симметрично насаженных на крестообразные спицы ротора, вращающегося на вертикальной оси.

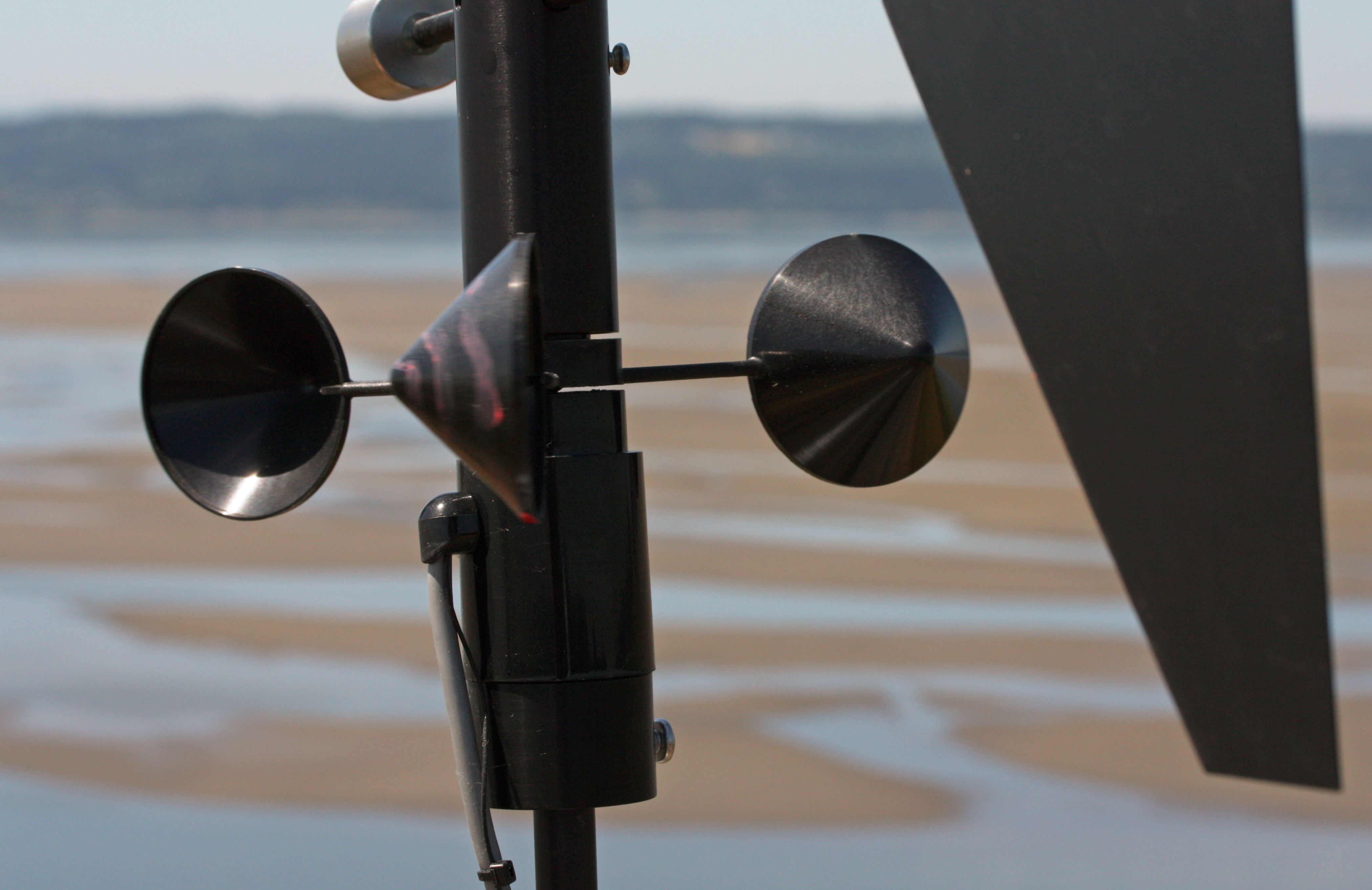
Чашечный анемометр с вертикальной осью, расположенный на Скаджит Бэй, штат Вашингтон. Июль—август 2009.

 Ветер любого направления вращает ротор со скоростью, пропорциональной скорости ветра.
Робинсон предполагал, что для такого анемометра линейная скорость кругового вращения чашек составляет одну треть от скорости ветра, и не зависит от размера чашек и длины спиц. Проделанные в то время эксперименты это подтверждали. Более поздние измерения показали, что это неверно, т. н. «коэффициент анемометра» (величина, обратная отношению линейной скорости к скорости ветра) для простейшей конструкции Робинсона зависит от размеров чашек и длины спиц и лежит в пределах от двух до чуть более трёх.
Трёхчашечный ротор, предложенный канадцем Джоном Паттерсоном в 1926 году, и последующие усовершенствования формы чашек Бревортом и Джойнером в 1935 году сделали чашечный анемометр линейным в диапазоне до 100 км/ч (27 м/с) с погрешностью около 3 %. Паттерсон обнаружил, что каждая чашка даёт максимальный вращающий момент, будучи повёрнутой на 45° к направлению ветра. Трёхчашечный анемометр отличается бо́льшим вращающим моментом и быстрее отрабатывает порывы, чем четырёхчашечный.
Оригинальное усовершенствование чашечной конструкции, предложенное австралийцем Дереком Вестоном (в 1991 г.), позволяет с помощью того же ротора определять не только скорость, но и направление ветра. Оно заключается в установке на одну из чашек флажка, из-за которого скорость ротора неравномерна в течение одного оборота (половину оборота флажок движется по ветру, половину оборота — против). Определив круговой сектор относительно метеостанции, в котором скорость увеличивается или уменьшается, определяется направление ветра.
Вращение ротора в простейших анемометрах передаётся на механический счётчик числа оборотов. Скорость подсчитывается по числу оборотов за заданное время, например, минуту, таковы ручные анемометры.
В более совершенных анемометрах ротор связан с тахогенератором, выходной сигнал которого (напряжение) подаётся на вторичный измерительный прибор (вольтметр), или используются тахометры, основанные на иных принципах. Такие анемометры сразу показывают мгновенную скорость ветра, без дополнительных вычислений, и позволяют следить за изменениями скорости ветра в реальном времени.
Помимо метеорологических измерений, чашечные анемометры применяются и на башенных подъёмных кранах, для сигнализации об опасном превышении скорости ветра.

### Крыльчатые анемометры
В таких анемометрах поток воздуха вращает миниатюрное лёгкое ветровое колесо (крыльчатку), ограждённую металлическим кольцом для защиты от механических повреждений. Вращение крыльчатки через систему зубчатых колёс передаётся на стрелки счётного механизма.
Ручные крыльчатые анемометры применяются для измерения скорости направленного воздушного потока в трубопроводах и коробах вентиляционных устройств для вычисления расхода вентиляционного воздуха в вентиляционных отверстиях, воздуховодах жилых и производственных зданий.
Наиболее распространённые анемометры с крыльчаткой-зондом — это Testo 416, анемометр ИСП-МГ4, анемометр АПР-2 и другие.

## Тепловой анемометр

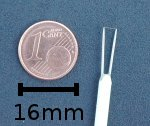
Датчик лабораторного теплового анемометра

Принцип работы таких анемометров, часто называемых термоанемометрами, основан на увеличении теплопотерь нагретого тела при увеличении скорости обдувающего более холодного газа — изменение числа Нуссельта.
Это явление всем знакомо, известно, что при неизменной температуре в ветреную погоду ощущение холода сильнее при большей скорости ветра.
Конструктивно представляет собой открытую тонкую металлическую проволоку (нить накаливания), нагреваемую выше температуры среды электрическим током. Проволока изготавливается из металла с положительным температурным коэффициентом сопротивления — из вольфрама, нихрома, платины, серебра и т. п.)
Сопротивление нити изменяется от изменений температуры, таким образом по сопротивлению можно измерить температуру. Температура определённым образом зависит от скорости ветра, плотности воздуха, его влажности.
Проволока термодатчика включается в электронную схему. В зависимости от метода включения датчика различают приборы с стабилизацией тока проволоки, стабилизацией напряжения и с термостатированием проволоки. В первых двух методах характеристикой скорости является температура проволоки, в последнем — мощность, необходимая для термостабилизации.
Термоанемометры широко используется практически во всех современных автомобилях в качестве датчика массового расхода воздуха (ДМРВ).
Недостатки термоанемометров — низкая механическая прочность, так как применяемая проволока очень тонкая, другой недостаток — нарушение калибровки из-за загрязнения и окисления горячей проволоки, но, так как они практически безынерционны, широко применяются в аэродинамических экспериментах для измерения локальной турбулентности и пульсаций потока.

## Ультразвуковой анемометр

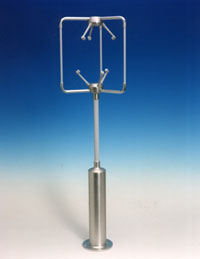
Трёхмерный ультразвуковой анемометр GILL WindMaster

Принцип действия анемометров ультразвукового типа основан на измерении скорости звука, которая изменяется в зависимости от ориентации вектора движения воздуха (направления ветра) относительно пути распространения звука.
Существуют двухкомпонентные ультразвуковые анемометры — измеряют помимо скорости и направление ветра по частям света — направление горизонтального ветра и трёхкомпонентные ультразвуковые анемометры — измерители всех трёх компонент вектора скорости воздуха.
Скорость звука в таких анемометрах измеряется по времени прохода ультразвуковых импульсов между фиксированным расстоянием от излучателя до ультразвукового микрофона, затем измеренные времена пересчитываются в две или три компоненты скорости движения воздуха.
Так как скорость звука в воздухе зависит ещё от температуры (возрастает пропорционально корню квадратному из абсолютной температуры), в ультразвуковых анемометрах обязательно есть термометр, по показаниям которого вносятся поправки в вычисления скорости ветра.
Многие современные модели электронных анемометров позволяют измерять не только скорость ветра (это основное предназначение прибора), но и снабжены дополнительными удобными сервисными функциями — вычисления объёмного расхода воздуха, измерения температуры воздуха (термоанемометр), влажность воздуха (термоанемометр с функцией измерения влажности).
Российскими предприятиями также выпускаются многофункциональные приборы, которые содержат в себе функции как термоанемометра, так и гигрометра (измерение влажности) и манометра (измерение дифференциального давления в воздуховоде). Например, метеометр МЭС200, дифманометр ДМЦ01М. Такие приборы используются при создании, обследовании, ремонте, поверке вентиляционных шахт в зданиях любого типа.
Как правило, все выпускаемые на территории РФ анемометры подлежат обязательной сертификации и государственной поверке, так как являются средствами измерения.
Некоторые народные умельцы делают самодельные анемометры для собственных бытовых нужд, например, для сада-огорода.